# الغرف (تريم)

'

تعديل مصدري - تعديل

الغرف هي إحدى قرى عزلة تريم بمديرية تريم التابعة لمحافظة حضرموت، بلغ تعداد سكانها 2427 نسمة حسب تعداد اليمن لعام 2004.